# Jean Paulhan
Jean Paulhan (Nîmes, 2 de dezembro de 1884 — Neuilly-sur-Seine, 9 de outubro de 1968) foi um escritor e editor francês.

## Biografia
Filho do filósofo Frédéric Paulhan, Jean Paulhan estudou a psicologia francesa na esteira de Pierre Janet e Georges Dumas. Escreve em revistas de filosofia, como La Revue philosophique de la France et de l'étranger, ou ciências sociais, como Le Spectateur. Frequenta assiduamente círculos anarquistas e já se interessa nos lugares comuns e provérbios, temas aos quais ele pensa em dedicar sua tese. No final de 1907, partiu para Madagáscar, onde ensinou francês e latim - às vezes também ginástica - na escola de Tananarive (Madagascar), uma colônia francesa da época. É lá que ele coleciona textos populares malgaxes, os hain-teny, que prolongam sua reflexão sobre a lógica da troca.
De volta à França, no final de 1910, ministrou cursos de língua malgaxe na Escola de Línguas Orientais. Publicou em 1913, na editora Paul Geuthner, a coleção de poesia folclórica malgaxe que o tornou conhecido por escritores, incluindo Guillaume Apollinaire.
Diante da declaração de guerra, foi designado para o 9º Regimento de Zouaves, onde obteve o posto de sargento. Foi ferido durante a noite do Natal de 1914. Essa experiência, durante a qual descobre nele um patriotismo que não conhecia, o encoraja a fazer as anotações que se tornarão sua primeira história publicada, Le Guerrier appliqué, modelo comportamento estilístico e mental diante da catástrofe e sobre a qual Alain e Paul Valéry são muito agradecidos.
Após a guerra, tornou-se associado a Paul Éluard e André Breton. Em 1919 tornou-se secretário de Jacques Rivière na NRF. Ajuda a organizar o Congresso de Paris sob as direções do espírito moderno, participa da revista pré-surrealista Littérature e faz da NRF, a gestão completa de periódicos. O plural se impõe, porque Paulhan terá o cuidado de manter várias revistas em suas mãos: Commerce, Measures e Cahiers de la Pléiade. A gestão de assinantes, tópicos sobre alimentação, contato com escritores, suas atividades na NRF, são o caldeirão de uma atividade literária e editorial excepcional. Após a morte de Jacques Rivière, levado pela febre tifóide em fevereiro de 1925, ele naturalmente encarna, aos olhos de Gaston Gallimard, o ponto de equilíbrio entre experiência e modernismo.
Jean Paulhan está enterrado no cemitério parisiense de Bagneux (73ª divisão).

## Distinções
Jean Paulhan foi distinguido com a:
- Legião de Honra — grau de grande oficial
- Croix de Guerre 1914-1918
- Médaillé de la résistance.

## Pseudônimo
Jean Paulhan usa o pseudônimo de Maast para, entre outras, suas publicações na revista Les Temps modernes, dirigida por Jean-Paul Sartre.

## Obras
- Les Hain-Tenys Merinas (Geuthner, 1913 puis 2007)
- Le Guerrier appliqué (Sansot, 1917 ; Gallimard 1930 puis 2006)
- Jacob Cow le Pirate ou Si les mots sont des signes (1921)
- Le Pont traversé (1921 puis 2006)
- Expérience du proverbe (1925 puis 2009)
- La Guérison sévère (1925 puis 2006)
- Sur un défaut de la pensée critique (1929)
- Les Hain-Tenys, poésie obscure (1930)
- Entretien sur des faits divers (1930, 1945 puis 2009)
- L'Aveuglette (1952)
- Les Fleurs de Tarbes ou la Terreur dans les lettres (1936, 1941)
- Note pour : Frédéric Paulhan, Réflexions (1939) [nota 1]
- Jacques Decour (1943)
- Aytre qui perd l'habitude (1920, 1943, puis 2006)
- Clef de la poésie, qui permet de distinguer le vrai du faux en toute observation ou Doctrine touchant la rime, le rythme, le vers, le poète et la poésie (1945 puis 2009)
- F.F. ou le Critique (Gallimard, 1945, puis éditions Claire Paulhan, 1998)
- Sept causes célèbres (1946)
- La Métromanie ou les Dessous de la capitale (1946 puis 2006)
- Braque le patron (Fernand Mourlot, 1945)
- Lettre aux membres du C.N.E. (1940)
- Sept nouvelles causes célèbres (1947 puis 2006)
- Guide d'un petit voyage en Suisse (1947 puis 2006)
- Dernière lettre (1947)
- Le Berger d’Écosse (1948 puis 2006)
- Fautrier l'Enragé (1949)
- Petit-livre-à-déchirer (1949)
- Trois causes célèbres (1950)
- Les Causes célèbres (1950 puis 2006)
- Lettre au médecin (1950 puis 2006)
- Les Gardiens (1951 puis 2006)
- Le Marquis de Sade et sa complice ou les Revanches de la pudeur (1951)
- Petite préface à toute critique  (Éditions de Minuit, 1951, puis Gallimard, 2009)
- Lettre aux directeurs de la Résistance (1952)
- La Preuve par l'étymologie (Éditions de Minuit, 1953, puis Gallimard, 2009)
- Les Paroles transparentes, avec des lithographies de Georges Braque (1955)
- Le Clair et l'Obscur (1958)
- G. Braque (1958)
- De mauvais sujets, gravures de Marc Chagall (1958 puis 2006 ; texte seul également édité par les élèves de l'école Estienne en 1962, tirage à 200 ex. numérotés hors-commerce)
- Karskaya (1959)
- Lettres (1961)
- L'Art informel (1962)
- Fautrier l'enragé (1962)
- Progrès en amour assez lents (1966 puis 2006)
- La Vie est pleine de choses redoutables (Seghers puis Claire Paulhan, 1990)
- Chroniques de Jean Guérin, 1927-1940, Éditions des Cendres (1991)
- Edith Boissonnas, Henri Michaux, Jean Paulhan, Mescaline 55, éditions Claire Paulhan, 2014.